# Нервна тъкан
Нервната тъкан е биологична тъкан, изградена от клетки, които приемат, провеждат, съхраняват и предават информация за дразнители от външната и вътрешната среда. Тя притежава свойството възбудимост и проводимост. Осъществява координацията на множество процеси в организма, в това число и мускулното съкращение.
Тя е най-високо диференцираната тъкан в човешкия организъм, която регулира и обединява функциите на останалите тъкани и органи. Нервната тъкан изгражда органите на централната нервна система и органите на периферната нервна система (нерви и нервните възли). Основната функционална единица на нервната система се нарича неврон. Освен от неврони нервната тъкан е изградена от невроглия или още наречени глиални клетки.

## Проводимост на нервните клетки
При възбуждането на невроните в клетъчната им мембрана възникват нервни импулси, които се възпроизвеждат като електричен ток. Невроните са свързани помежду си във вериги. Под влияние на външни и вътрешни дразнители, възникват нервни импулси в рецепторните клетки, които са специализирани, силно изменени неврони. Тези импулси се провеждат по невронни вериги от неврон на неврон до мускули и жлези. В резултат се извършва мускулно съкращение или се отделят секрети.

## Устройство на нервна клетка
Всеки неврон е изграден от тяло и израстъци. В тялото се съдържат ядрото и цитоплазмата. Един от израстъците е много по дълъг от останалите и се нарича аксон. Дължината на някои аксони надхвърля един метър. Аксонът образува разклонения, които завършват с многобройни крайни окончания. Чрез тях се осъществява предаването на нервния импулс.
Останалите израстъци са къси и дървовидно разклонени и се наричат дендрити. Чрез тях невронът приема нервни импулси.

## Нервни синапси
Предаването на нервните импулси от неврон на неврон, а също така от неврон на мускулна или жлезиста клетка, се извършва с помощта на синапси. Синапсите се образуват от участъци на клетъчните мембрани на двете клетки, в места, където те почти се допират. Между двете мембрани има тясно пространство, в което се отделя вещество, чрез което се предава нервният импулс на друга клетка като я възбужда.
По своята природа дразнителите могат да бъдат светлинни, звукови, механични, химични. За да предизвикат възбуждане те трябва да действат с достатъчна сила.
По дължината си аксонът е обвит с така наречената миелинова обвивка. Тя служи като изолатор. Миелиновата обвивка придава на аксоните бял цвят и на нея се дължи голямата скорост, с която се предава нервният импулс – 120 m/s. Тялото на невроните и дендритите нямат миелинова обвивка.
Телата на невроните са разположени в главния и гръбначния мозък. Те са групирани в участъци, които изглеждат сиви на цвят и се наричат сиво мозъчно вещество. В други участъци са групирани аксоните на нервните клетки, които образуват бялото мозъчно вещество.
Клетките на невроглията са разположени около невроните. Някои от тях участват в обмяната на веществата между невроните и кръвта, други образуват миелиновата обвивка на аксоните, трети унищожават мъртвите неврони и имат защитна функция.
Нервната тъкан позволява на организма да се ориентира в средата, т.е. да почувства нейните промени и да реагира на тях по най-подходящ начин.

## Класификация на невроните
По-подробна класификация: Неврони.
Според структурата си невроните могат да бъдат класифицирани на три типа:
- Униполярни неврони – това са сензорни неврони, които имат само един израстък разделящ се на две (аксон и дендрит).
- Мултиполярни неврони – това са моторни неврони, които притежават множество израстъци (един аксон и множество дендрити).
- Биполярни неврони – това са сферични клетки с един аксон в единия край и дендрит в другия. Такива неврони могат да бъдат открити в светлочувствителната ретина на окото.